# محمد حسن غانم
محمد حسن غانم هو كاتب، وروائي، وأستاذ في علم النفس، ومعالج نفسي مصري تخرج من جامعة عين شمس في قسم علم النفس بكلية الآداب عام 1980، ونال درجة الماجستير في علم النفس عام 1990، ثم حصل على درجة الدكتوراه عام 1997. عمل محمد حسن غانم ما بين عامي 1992 و1997 معالجًا نفسيًّا بمستشفى الامل بمدينة الدمام في المملكة العربية السعودية، ثم أستاذًا مشاركًا في قسم علم النفس بكلية آداب جامعة حلوان منذ عام 1997 وحتى الآن، إلى جانب عمله كمدرب في مجال مكافحة الإدمان، وعضوًا بصندوق مكافحة الإدمان التابع لمجلس الوزراء المصري.

## مؤلفاته
ألف محمد حسن غانم العديد من المؤلفات ومنها:
- حياتك بلا خوف: صدر عام 2001 عن مؤسسة أخبار اليوم بالقاهرة.[1]
- العلاج النفسي: صدر عام 2008 عن مكتبة مدبولي بالقاهرة.[2]
- أغاني الأفراح في الدلتا: صدر عام 2009 عن الهيئة العامة لقصور الثقافة بالقاهرة.[3]
- التأثيرات النفسية لوسائل الإعلام: صدر عام 2010 عن مكتبة الشقري بالقاهرة.[4]
- مدخل الي سيكولوجية المرأة: صدر عام 2010 عن دار ايتراك للطباعة والنشر.[5]
- مقدمة في علم النفس الاجتماعي: صدر عام 2012 عن دار خوارزم العلمية.[6]
- علم النفس التجريبي: صدر عام 2012 عن دار خوارزم العلمية.[7]
- علم نفس الشخصية: صدر عام 2013 عن دار خوارزم العلمية.[8]
- كيف تهزم الضغوط النفسيه؟[9]
- فن قراءة لغة الجسد
- اتجاهات حديثة في العلاج النفسي صدر عام 2007 عن دار الكتب العربية